# Ny Sogn
Ny Sogn er et sogn i Ringkøbing Provsti (Ribe Stift).
I 1800-tallet var Gammel Sogn anneks til Ny Sogn. Begge sogne hørte til Hind Herred i Ringkøbing Amt. Ny Sogn-Gammel Sogn sognekommune blev ved kommunalreformen i 1970 indlemmet i Holmsland Kommune, der ved strukturreformen i 2007 indgik i Ringkøbing-Skjern Kommune.
I Ny Sogn ligger Ny Sogn Kirke. I 1869 blev Lyngvig Kirke og Haurvig Kirke indviet som kapeller. Lyngvig og Haurvig blev kirkedistrikter i Ny Sogn. I 1922 blev de to kirker og deres distrikter udskilt fra Ny Sogn og samlet i Holmsland Klit Sogn. 
I sognet findes følgende autoriserede stednavne:
- Bandsby (bebyggelse)
- Brøllund (bebyggelse)
- Gadegård (bebyggelse)
- Holmbo Kær (areal)
- Hovvig (bebyggelse)
- Hvidebjerg (areal)
- Højbjerg (bebyggelse)
- Iversens Gårde (bebyggelse)
- Klevehuse (bebyggelse)
- Kloster (bebyggelse)
- Kryle (bebyggelse)
- Lodbjerg Hede (areal)
- Lodbjerg Huse (bebyggelse)
- Nysogn Kirkeby (bebyggelse)
- Nørby (bebyggelse)
- Plovsgårde (bebyggelse)
- Poldergårde (bebyggelse)
- Røjklit (bebyggelse)
- Sandene (vandareal)
- Stengård (bebyggelse)
- Strædegårde (bebyggelse)
- Sønderby (bebyggelse)
- Søndervig (bebyggelse)
- Tambjerg Gårde (bebyggelse)
- Tambjerg Odde (areal)
- Vejlgård (bebyggelse)
- Vognkær (areal)
- Østerby Gårde (bebyggelse)